# Кропивницкий, Евгений Леонидович
Евге́ний Леони́дович Кропивни́цкий (13 [25] июля 1893 или 13 июля 1893, Москва — 19 января 1979, Москва) — русский поэт, художник, композитор, признанный глава неподцензурного Лианозовского кружка в 1950—1960-е годы в Москве.

## Биография
Родился в семье железнодорожного служащего, интересовавшегося музыкой и литературой. Его отец писал прозу и печатался в тогдашней периодике, мать сочиняла детские стихи, также публиковавшиеся в периодических изданиях. В 1911 году окончил Императорское Строгановское художественное училище со званием «ученый-рисовальщик».
В 1912—1920 годах жил в Москве, работал в театрах оформителем и гримером, учился в университете Шанявского на факультете истории. В 1920—1923 годах жил и работал в городах Севера, Урала, Сибири.
С 1923 года жил под Москвой, с 1934 года — в бараке на станции Долгопрудная, последние годы жизни в Москве. Работал учителем рисования, преподавал в народных студиях, кружках.
Умер 19 января 1979 года. Похоронен на Старо-Марковском кладбище.

## Творчество
В 1910-х годах занимался композиторским творчеством, написанные им оперные сцены «Кирибеевич» были положительно оценены Александром Глазуновым. Позже, из-за бытовых условий, не позволявших держать дома фортепиано, занятия музыкой прекратил. Как художник в 1920-х годах был близок к живописцам группы «Бубновый валет», писал крупноформатные полотна (не сохранились). Участвовал в групповых выставках.
Член Союза художников СССР с 1939 года. В 1963 году был исключен из Московского отделения союза художников (МОСХ) по обвинению в формализме и организации «Лианозовской группы».
Стихи писал с 1909 года. Раннее поэтическое творчество отмечено влиянием символизма, но к середине 1930-х годов Кропивницкий выработал собственную поэтику, сочетавшую классическое стихосложение с гротеском и примитивом. Называя себя поэтом окраины, отразил в стихах жизнь городских низов, повседневный быт и сознание обитателей пригородных поселков.
В официальной печати стихи Кропивницкого не публиковались (за исключением нескольких детских стихотворений), но с 1950-х годов распространялись в самиздате. Позже стихи печатались за рубежом, первая книга «Печально улыбнуться…» вышла в 1977 году в Париже.

## Влияние
К середине 1950-х годов вокруг Кропивницкого сложилась группа поэтов и художников, одни из которых были его прямыми учениками (поэты Игорь Холин и Генрих Сапгир, художник Оскар Рабин, дети Евгения Кропивницкого — Лев и Валентина), другие испытали влияние его творческих и жизненных принципов. В конце 1960-х подружился с Кропивницким Эдуард Лимонов.
Популярность группы привлекла внимание КГБ, установившего наблюдение за Кропивницким и инициировавшего его исключение из МОСХ. Именно сотрудники КГБ впервые назвали группу «Лианозовской» — в подмосковном тогда Лианозово, у жившего там Оскара Рабина, ученика и зятя Евгения Кропивницкого, по выходным проходили публичные показы картин и чтения стихов. Название устоялось и было позже признано самими участниками группы.
Влияние «лианозовцев», среди которых был и Всеволод Некрасов, сказалось на становлении московского концептуализма, на развитии минималистской поэзии и на других направлениях искусства и литературы.

## Семья
- Жена — Ольга Ананьевна Потапова, художница.
  - Сын — Лев Кропивницкий, художник, поэт, искусствовед.
  - Дочь — Валентина Кропивницкая, художница, жена художника Оскара Рабина.
    - Внук — художник Александр Рабин.